# Alfredo Pimenta
Pour les articles homonymes, voir Pimenta.
Alfredo Augusto Lopes Pimenta, né le 3 décembre 1882 à Guimarães et mort le 15 octobre 1950, est un historien, poète et auteur portugais.